# Биково (Алольська волость)
Биково (рос. Быково) — присілок в Пустошкинському районі Псковської області Російської Федерації.
Населення становить 9 осіб. Входить до складу муніципального утворення Алольська волость.

## Історія
Від 2015 року входить до складу муніципального утворення Алольська волость.

## Населення
| 2002 | 2010 |
| ---- | ---- |
| 14   | ↘9   |